# Associazione Sportiva Taranto 1967-1968
Questa pagina raccoglie le informazioni riguardanti l'Associazione Sportiva Taranto nelle competizioni ufficiali della stagione 1967-1968.

## Rosa
| N. |                   | Ruolo | Calciatore       |
| -- | ----------------- | ----- | ---------------- |
|    | Italia (bandiera) | P     | Enrico Bastiani  |
|    | Italia (bandiera) | A     | Bruno Beretti    |
|    | Italia (bandiera) | C     | Alvaro Biagini   |
|    | Italia (bandiera) | C     | Enrico Casini    |
|    | Italia (bandiera) |       | M. Casini        |
|    | Italia (bandiera) | C     | Mario Fabrizi    |
|    | Italia (bandiera) | A     | Livio Ferraro    |
|    | Italia (bandiera) | C     | Michele Illiano  |
|    | Italia (bandiera) | D     | Mario Jannarilli |
|    | Italia (bandiera) | A     | Luigi Lobascio   |

| N. |                   | Ruolo | Calciatore        |
| -- | ----------------- | ----- | ----------------- |
|    | Italia (bandiera) | C     | Giuseppe Lombardi |
|    | Italia (bandiera) | D     | Alfredo Napoleoni |
|    | Italia (bandiera) | A     | Diego Oreste      |
|    | Italia (bandiera) | A     | Pier Luigi Pucci  |
|    | Italia (bandiera) | D     | Adamo Puccini     |
|    | Italia (bandiera) | P     | Aldo Raffaghelli  |
|    | Italia (bandiera) | D     | Raffaello Rondoni |
|    | Italia (bandiera) | C     | Marco Tartari     |
|    | Italia (bandiera) | D     | Armando Zuccali   |